# Piet Noordijk

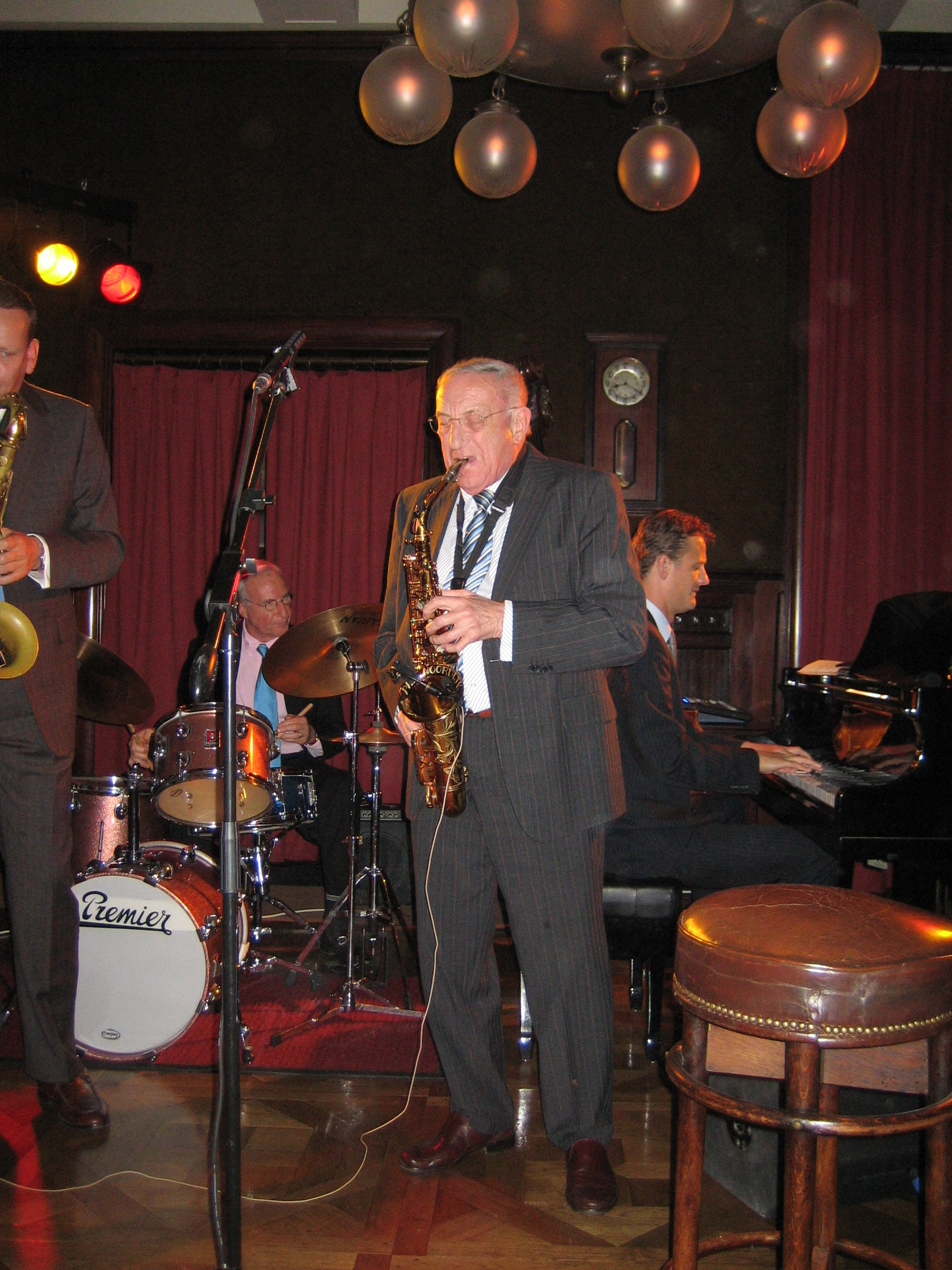
Piet Noordijk (2009)

Piet Noordijk (* 26. Mai 1932 in Rotterdam; † 9. Oktober 2011 in Hellevoetsluis) war ein niederländischer Altsaxophonist des Modern Jazz.

## Leben und Wirken
Von 1950 bis 1954 studierte er am Konservatorium von Rotterdam Klarinette und brachte sich selbst das Saxophonspiel bei (sein Vorbild war Charlie Parker). Mit seinem Bruder Kees spielte er in den 1950er Jahren in Jazzclubs; nach seinem Militärdienst trat er auch in den amerikanischen Clubs in Deutschland auf. 1956 holte ihn Wessel Ilcken zu seinen All-Stars. Er begleitete u. a. die Sängerinnen Nina Simone, Rita Reys und Betty Carter und spielte von 1963 bis 1967 im Quartett mit Misha Mengelberg und näherte sich dem Free Jazz (ab 1975 gab es Reunions dieses Quartetts). 
Seit seinem Auftritt auf dem Festival Jazz à Juan 1965 wurde Noordijk international gewürdigt; 1966 trat er mit Mengelberg auf dem Newport Jazz Festival auf. Dann spielte er mit Cees Slinger, Pim Jacobs, Toots Thielemans, Lee Konitz, Wynton Marsalis, Willem Breuker, Ben Webster und Dexter Gordon. Ab Mitte der 1960er Jahre war er auch Saxophonist in der Bigband von Boy Edgar. Dann spielte er bei den Skymasters und den Ramblers.  Zwischen 1978 und 1992 war er erster Altsaxophonist im Metropole Orkest, wo er ein gefragter Solist war.
Erst 1980 nahm Noordijk mit Loverman sein erstes Jazzalbum unter seinem eigenen Namen auf (im Quartett mit Cees Slinger, Rob Langereis und dem Schlagzeuger Evert Overweg). 1995 porträtierte ihn Jan Kelders in seinem Dokumentarfilm Piet Noordijk, 50 Years of Sax. 1993 entstand mit seinem eigenen Quartett, mit dem er nun auftrat, das Album The Song Is You; 2000 arbeitete er im Quintett (New Quintet). Er trat regelmäßig auf dem North Sea Jazz Festival auf. Er starb nach kurzer Krankheit.

## Preise und Auszeichnungen
1958 und 1959 wurde Noordijk im Leserpoll der niederländischen Jazzzeitschrift Rhythme als bester Altsaxophonist ausgezeichnet. 1965 erhielt er den Wessel Ilcken Preis. 1987 wurde ihm der Bird Award verliehen. 1997 wurde er zum Ritter des Ordens vom Niederländischen Löwen ernannt. Als erster Jazzmusiker wurde ihm 2008 der Blijvend Applaus Prijs zuerkannt. Im selben Jahr erhielt er für sein Lebenswerk den Edison Jazz Award.